# Aristolochia guadalajarana
Aristolochia guadalajarana är en piprankeväxtart som beskrevs av S. Wats.. Aristolochia guadalajarana ingår i släktet piprankor, och familjen piprankeväxter. Inga underarter finns listade i Catalogue of Life.